# 蒲东街道 (长垣市)
蒲东街道，是中华人民共和国河南省新乡市长垣市下辖的一个乡镇级行政单位。

## 行政区划
蒲东街道下辖以下地区：
东街街委会村、南街街委会村、西街街委会村、北街街委会村、北关街委会村、中心街街委会村、东关街委会村、南关街委会村、岳庄村、吕楼村、五里铺村、顿庄村、姚寨村、孔场村、杨庄村、柴堤村、苏寨村、王楼村、七里庄村、八里张村、五里屯村、郭寨村、徐楼村、丹庙村、贾寨村、罗镇屯村、小岗村、单寨村、学堂岗村、林庄村、金贝山社区和东街社区。